# Tunnel du Perthus
Le tunnel du Perthus est un tunnel ferroviaire à deux tubes entre la France et l'Espagne sous les Pyrénées-Orientales, construit dans le cadre de la ligne ferroviaire à grande vitesse de Perpignan à Figueras de 2005 à 2009 et mis en service le 19 décembre 2010.
Il a permis la mise en place de trains directs à grande vitesse reliant les systèmes ferroviaires des deux pays à partir de décembre 2013, reliant le réseau AVE espagnol au TGV français,,. Le tunnel porte le nom de la ville frontalière voisine du Perthus
La construction du tunnel du Perthus a eu lieu entre juillet 2005 et février 2009 ; il est ouvert à la circulation pour la première fois le 19 décembre 2010. Il a été conçu, construit et exploité dans le cadre d'une concession de 50 ans par le consortium TP Ferro. Le tunnel a été conçu pour permettre la circulation de trains de marchandises ainsi que le trafic de passagers à grande vitesse. Il facilite également l'interopérabilité complète des trains éligibles du réseau espagnol ou français sans distinction. Il est long de 8,3 kilomètres (5,2 mi),. Fin 2016, TP Ferro a été mis en liquidation, ce qui a conduit une nouvelle société détenue conjointement par Administrador de Infraestructuras Ferroviarias (ADIF) et SNCF Réseau à devenir responsable de l'exploitation du tunnel.

## Histoire

### Construction

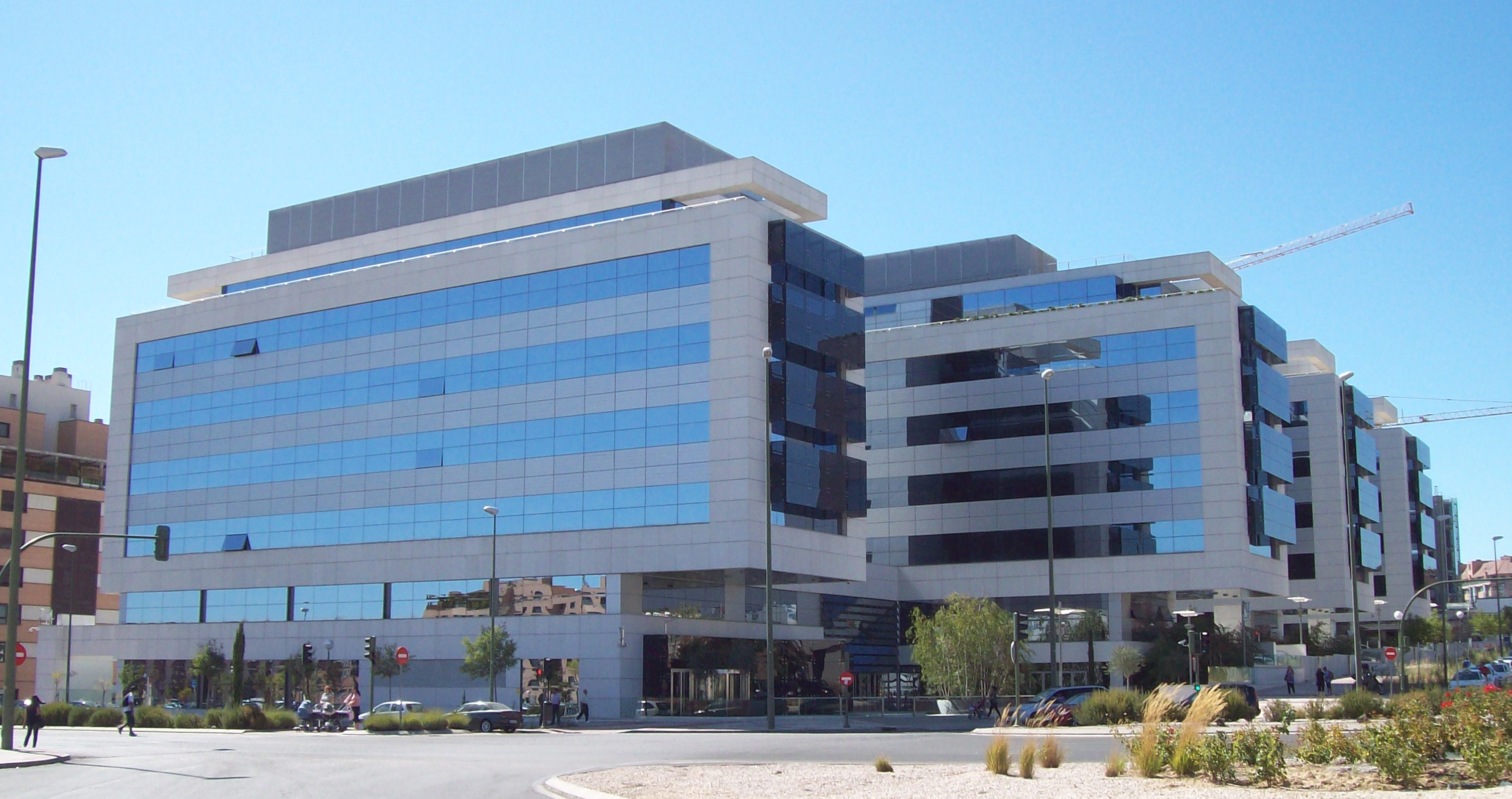
Dragados, une entreprise espagnole, à Madrid

Dès les années 1980, des études étaient en cours pour examiner le potentiel de construction d'une ligne de chemin de fer à grande vitesse entre les pays espagnol et français. Au XXIe siècle, divers projets visant à améliorer l'infrastructure de connexion ferroviaire entre les pays européens sont à l'étude. Pour faciliter une liaison entre l'Espagne et la France, il a fallu traverser le terrain difficile des Pyrénées, ce qui nécessitait la construction d'un tunnel. Au début des années 2000, des dispositions pour entreprendre sa conception et sa construction ont été explorées. Cela a abouti à la formation d'une entreprise de partenariat public-privé par le consortium TP Ferro, une joint-venture de la société française de génie civil Eiffage et de la société espagnole Dragados, qui a entrepris la conception, la construction et l'exploitation du tunnel du Perthus. Une concession d'exploitation de 50 ans a été attribuée en décembre 2003,.
Le tunnel du Perthus comprend deux forages parallèles d'une longueur de 8,3 kilomètres (5,2 mi). Parmi les divers ponts, tunnels et divers travaux de génie civil nécessaires pour produire la connexion, le tunnel était à la fois le plus grand et constituait la plus grande dépense avec une marge considérable; le coût estimé de sa construction était de 375 millions de dollars. Au cours des années précédant le lancement du projet, de vastes efforts d'arpentage avaient été menés pour soutenir les futurs efforts de construction. Le 17 février 2004, le contrat final entre TP Ferro, la France et l'Espagne a été conclu. Le 19 juillet 2005, la construction du tunnel a été officiellement lancée lors d'une cérémonie en présence de dignitaires français et espagnols.
TP Ferro a déterminé qu'une paire de tunneliers serait compatible avec les caractéristiques géologiques présentes, qui comprenaient principalement du granit dur, de la granodiorite, du gneiss, des scistes, de la mylonite et de la diorite, le long du tracé du tunnel, Les premiers travaux d'excavation impliquaient la préparation de l'entrée sud du tunnel, qui comprenait la construction d'une plate-forme ainsi que le renforcement de l'ouverture, après quoi les deux tunneliers ont commencé à forer du côté espagnol. Au fur et à mesure que les tunneliers progressaient, ils ont installé un revêtement en béton préfabriqué, composé de six segments par anneau. Les déblais ont été enlevés via un système de convoyeurs revenant aux entrées du tunnel. Le béton a été produit par une centrale à béton présente sur site à l'extérieur des entrées sud du tunnel et acheminé par une flotte spécialisée de dix camions malaxeurs. Au total, quatre galeries d'équipements sont présentes le long du tunnel. La section utile de chaque forage est de 50m2
Le tunnel du Perthus a été construit conformément à des normes de sécurité en vigueur. A ce titre, divers systèmes de sécurité sont présents, ces équipements comprennent une alimentation de secours, des détecteurs de fumée, des appareils d'extinction d'incendie, des conduites d'eau à haute pression, des systèmes d'égouts et de ventilation, une surveillance active des dégagements et des chutes d'objets, ainsi que de nombreuses connexions entre le jumeau forages à intervalles réguliers de 350 m. Les dispositions d'urgence près des entrées du tunnel comprennent des points d'accès désignés et une zone d'atterrissage spécialement conçue pour hélicoptère ,.
Le 1er octobre 2007, le premier tunnelier a réalisé une percée avec un mois de retard sur les prévisions en raison de la découverte d'un défaut. En moins de quatre ans de travaux de construction, le tunnel du Perthus achevé le 17 février 2009.

### Opérations

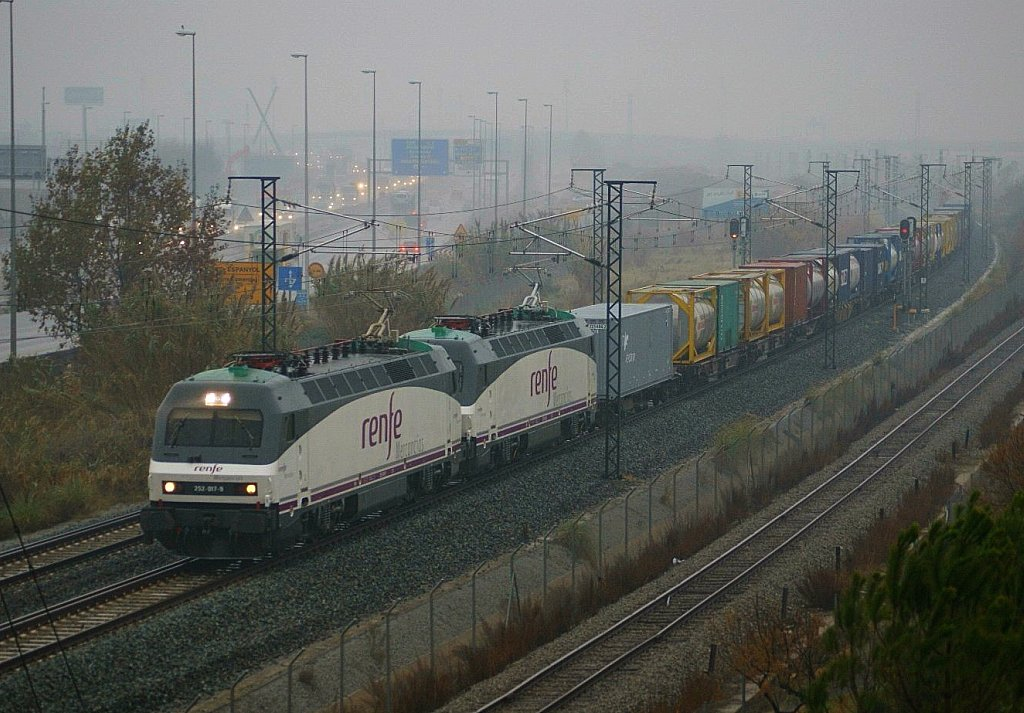
Le Barcelyon Express

Le tunnel du Perthus a été ouvert à la circulation le 19 décembre 2010. La ligne nouvellement ouverte a été rapidement empruntée par le Barcelyon Express, un service de transport combiné franco-espagnol exploité par Naviland Cargo (groupe SNCF Geodis et Renfe Operadora). L'opérateur commun franco-espagnol de services de passagers à grande vitesse Elipsos a également commencé à utiliser le tunnel. Au moment de l'ouverture, la voie ferrée à grande vitesse à voie normale aboutissait à la gare de Figueras-Vilafant ; un embranchement à gabarit ibérique avait été spécialement construit à partir de la ligne conventionnelle Barcelone-Figueres pour desservir cette gare. En compensation du retard d'ouverture du tunnel, la concession détenue par TP Ferro a été prolongée de trois ans.

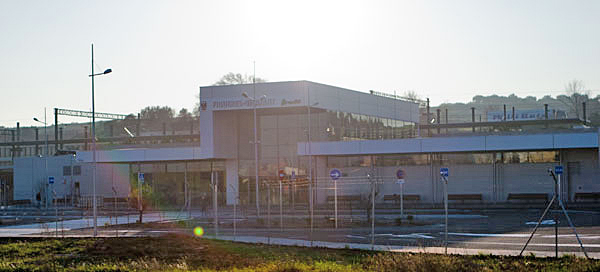
Gare de Figueres-Vilafant, reliée au Tunnel du Perthus

Courant novembre 2009, les études de conception d'une ligne à grande vitesse de Perpignan à Montpellier ont été lancées par Réseau ferré de France. Le tunnel du Perthus achevé fait partie des 44,4 kilomètres (27,6 mi) de la LGV Perpignan-Figueres. La ligne à grande vitesse entre Barcelone et Figueres a été ouverte à la circulation le 8 janvier 2013 ; cependant, avant décembre de 2013, les passagers devaient changer de train à la gare de Figueres Vilafant, pour passer d'un TGV français à un AVE espagnol, car aucune des rames n'était approuvée pour une utilisation sur le réseau des deux pays. Le 15 décembre 2013 des trains directs ont été mis en service,. La nouvelle ligne à grande vitesse a permis au service TGV de voyager entre Barcelone et Perpignan en seulement 50 minutes, soit un tiers du temps de parcours de la ligne historique.
Fin 2016, le consortium TP Ferro exploitant le tunnel du Perthus, a été mis en liquidation. En conséquence, tout le personnel et les activités précédemment assumés par TP Ferro ont été repris par une nouvelle société formée conjointement par Administrador de Infraestructuras Ferroviarias (ADIF) et SNCF Réseau ; l'exploitation du tunnel s'est poursuivie sans interruption.